# Billeder til tiden
Billeder til tiden er en dokumentarfilm fra 1994 instrueret af Dola Bonfils efter manuskript af Bente Hansen.

## Handling
Dokumentarfilm, der indkredser mellemværendet mellem to mennesker af hver sin generation. Den ene, Bente Hansen, er i midten af sit liv og "gammel 68'er", den anden, Helle Hansen, er autonom ungdomsoprører i 90'erne. Via samtalen imellem dem springer der gnister og øget forståelse.